# The Bubble
«В пузыре» (англ. The Bubble) — четвёртый эпизод первого сезона американского телесериала «90210: Новое поколение», премьера которого состоялась 16 сентября 2008 года (Вторник). Режиссёр — Сара Пия Андерсон по сценарию Дэйлин Родригес, на основе персонажей, созданных Дарреном Старом. Автор идеи — Роб Томас, создатель успешного сериала «Вероника Марс».
Премьера эпизода в России состоялась 4 февраля 2010 года на канале Муз-ТВ.

## Сюжет
Гарри говорит семье, что постановщик мюзикла «Весеннее пробуждение» вынуждена уехать по семейным обстоятельствам, и мюзикл находится под угрозой срыва. Табита решает взять на себя руководство школьным театром. Наоми не может свыкнуться с мыслью о том, что у её родителей существует договорённость — когда приходит время делать семейное фото на Рождество, девушка показывает характер. Гарри узнаёт, что продать дом в Канзасе не получается — теперь семья вынуждена платить за дом, в котором они не живут. Наоми пытается поговорить с матерью об измене отца, однако женщина занимает твёрдую позицию, ответив дочери, что это не её дело. Паркуясь на школьной стоянке, Диксон сбивает боковое зеркало соседней машины — он договаривается с владельцем, что заплатит наличными.
Райан пытается узнать больше о Сэмми и его отце, и это сильно смущает Келли. Итан пытается поддержать Наоми, но при этом он не хочет снова быть с ней и пробует завоевать Энни. Между тем, Тай приглашает девушку на концерт группы «Vampire Weekend». Наоми просит Сильвер не рассказывать о романе её отца в своём блоге. Табита, недовольная выступлением девочек на репетиции и начинает давить на Энни и всех остальных. Энни просит Гарри найти другого режиссёра для постановки, и Келли предлагает кандидатуру Бренды.
Диксон устраивается на работу официантом в «Персиковой косточке». Гарри назначает Бренду помощницей Табиты. Во время обеда в «Косточке» Сильвер рассказывает Энни об отношениях Итана и Наоми. Между тем, Наоми узнаёт имя любовницы своего отца, позвонив с его телефона на номер некой Гейл. Сильвер помогает Диксону готовиться к контрольной по биологии, а Наоми составляет Итану компанию, пока тот ухаживает за его братом Стивеном, страдающим психическим расстройством. Бренда наблюдает со стороны за методами работы Табиты, и позже показывает ей видеозапись — Табита понимает, что слишком давит на девочек и уступает место режиссёра Бренде. Наоми просит Итана поддержки в разговоре с любовницей отца, а Энни, тем временем, ждёт юношу в «Косточке». где встречает Тая. Райан помогает Бренде сделать аранжировки партитур мюзикла — Райан начинает расспрашивать девушку об отце Сэмми.
Наоми встречается с Гейл, работающей в магазине модной одежды, и узнаёт, что отец поселил свою любовницу в домике на пляже. Наоми понимает, что это не интрижка, а серьёзный роман, угрожающий разрушить её семью. Диксон и Сильвер сближаются и назначают первое свидание. Энни говорит бабушке, что ей жаль, что она ушла из мюзикла, и благодарит Табиту за помощь. Наоми говорит матери о своей встрече с Гейл, и Трейси начинает опасаться, что Чарльз потребует развода. Итан пытается извиниться перед Энни, решившей продолжить отношения с Таем, однако он пригласил другую девушку на концерт «Sea Wolf». Келли узнаёт от Райана, что Бренда разговаривала с ним относительно отца Сэмми, а Бренда отвечает подруге, что она пытается отрицать очевидные вещи — она всё ещё любит Дилана. Гарри приходит в «Косточку» и вызывает Диксона на откровенный разговор. Наоми всё ещё испытывает сильные чувства к Итану. Сильвер говорит Наоми, что не напишет о её проблемах в своём блоге. Энни извиняется перед Таем, и он приглашает девушку на свидание. Наоми и Итан решают начать с начала.

## В ролях
| Основной состав: - Шеней Граймс — Энни Уилсон - Тристан Уайлдз — Диксон Уилсон - Анна-Линн Маккорд — Наоми Кларк - Дастин Миллиган — Итан Уорд - Майкл Стэгер — Навид Ширази - Джессика Строуп — Эйрин Сильвер - Райан Эгголд — Райан Меттьюз - Роб Эстес — Гарри Уилсон - Лори Локлин — Дебби Уилсон - Джессика Уолтер — Табита Уилсон | Приглашённые звёзды: - Джессика Лаундс — Адрианна Тэйт-Дункан - Дженни Гарт — Келли Тейлор - Шеннен Доэрти — Бренда Уолш - Адам Грегори — Тай Коллинз - Джо И. Тата — Нэт Буссиччио - Джеймс Патрик Стюарт — Чарльз Кларк - Кристина Мур — Трейси Кларк - Райан Дум — Стивен Уорд - Чандра Уэст — Гейл МакКинни - Джолли Тен Дамме — Сьюзан Элвуд - Карлос Мендес — Дэйв - Макс Файо — Фотограф - Лора Баггетт — Покупательница - Дрю Тайлер Белл — Ученик |

## Факты
- Несколько раз в эпизоде можно заметить логотип напитка «Dr Pepper» — спонсора шоу в первом сезоне.
- Майкл Стэгер, исполнитель роли Навида Ширази, не появляется в этом эпизоде, хотя его имя указано в титрах[1].
- Бренда и Келли шутят, вспоминая школьные годы и говоря, что слышат толпу скандирующую «Донна Мартин с нами!» (англ. Donna Martin Graduates!). Это событие произошло в конце 3 сезона оригинального сериала «Беверли-Хиллз, 90210» в эпизоде «Что-то витает в воздухе» (англ. Something In The Air) — когда Донну застал пьяной на выпускном и собирались отчислить, Брендон Уолш устроил забастовку, в которой участвовали ученики всей школы, которые должны были сдавать экзамены в это время. В итоге Донне разрешили окончить школу, а также были смягчены правила относительно одежды школьников[2].
- Принимая на работу Диксона, Нэт говорит: «Ты учишься в Западном Беверли? Однажды у меня работал парнишка оттуда. Давно-давно. Хороший был парень». Нэт вспоминает Брендона Уолша, который также устроился в кафе официантом вскоре после своего переезда в Беверли-Хиллз из Миннеаполиса.
- Название эпизода — отсылка к разговору Энни и Сильвер, в котором Эйрин рассказывает подруге о взаимоотношениях Итана и Наоми: они словно в «пузыре» и что бы ни случилось, они всё равно будут вместе.
- В этом эпизоде зрители узнают, что Дилан МакКей — отец Сэмми. Также в этом эпизоде Бренда говорит, что Донна также родила ребёнка, но кто его отец и замужем ли она до сих пор за Дэвидом — в серии не упоминается.
- Во время беседы в школьном кафетерии Бренда говорит: «Грязь» (англ. Dirt), на что Келли реагирует «Что?» (англ. What?). Бренда поясняет, что хочет услышать о свидании Келли с Райаном. Актёр Райан Эгголд, сыгравший мистера Мэттьюза, снимался в сериале «Жёлтая пресса» (англ. Dirt) канала FX.

## Музыка эпизода
Список композиций, звучавших в эпизоде опубликован на официальном сайте сериала:
- «Disturbia» в исполнении Рианны (сцена: начало эпизода, Гарри говорит Энни, что преподаватель актерского мастерства больше не может заниматься режиссурой в школьном театре).
- «The Trance» в исполнении Headland (сцена: фото-съёмка семейства Кларк).
- «How Many Ways» в исполнении Senor Happy (сцена: старшие Уилсоны обсуждают продажу старого дома вместе с Диксоном).
- «Change Me» в исполнении Lori Denae (сцена: Келли и Бренда завтракают в школе).
- «Everything Leaves» в исполнении Lori Denae (сцена: Райан снова приглашает Келли на ужин).
- «Day I Die» в исполнении Drug Rug (сцена: Тай извиняется перед Энни).
- «Mama Who Bore Me (Reprise)» в исполнении Джессики Лаундс, Шеней Граймс, Джессики Уолтер и 90210 Cast (из мюзикла «Spring Awakening musical») (сцена: Табита руководит школьным хором, и её прерывает Бренда).
- «She's New» в исполнении Senor Happy (сцена: Энни и Сильвер обсуждают Наоми и Итана).
- «Not Nineteen Forever» в исполнении the Courteeners (сцена: Диксон и Сильвер едут в школу).
- «Even The Score» в исполнении Senor Happy (сцена: Диксону говорят, что деньги за машину нужно отдать раньше).
- «Feel Good About It» в исполнении the Marching Band (сцена: Энни ждёт Итана в «Косточке»).
- «Don't Believe In In Love» в исполнении Dido (сцена: Наоми ссорится с Гейл).
- «Adventures In Solitude» в исполнении the New Pornographers (сцена: Итан извиняется перед Энни; разговор Келли и Райана).
- «Always Where I Need To Be» в исполнении the Kooks (сцена: Гарри и Диксон разговаривают о работе и школе).
- «Before It Gets Better» в исполнении Earlimart (сцена: Сильвер говорит Наоми, что больше ничего не разместит у себя в блоге; Энни извиняется перед Таем).
- «On & Off» в исполнении Signal Hill Transmission (сцена: конец эпизода, Энни и Тай целуются в холле; Наоми благодарит Итана).

## Критика
В премьерный показ эпизод посмотрели 3,29 млн зрителей.
Мишелль Зоромски с сайта «IGN» отметила, что «её впечатлило, как Бренда справилась с ситуацией с мюзиклом и бабушкой Уилсон», и «это абсолютно не похоже на ту Бренду, которую мы запомнили по классическому шоу». Ещё одним плюсом эпизода стало возвращение Табиты и то, как нежно отнеслась она к Энни, поняв, что слишком давила на неё — ещё один случай, когда герой шоу «приятно и неожиданно удивляет». Также в обзоре было отмечено, что сюжетные линии взрослых персонажей опять гораздо интересней, чем у подростков; «попытки МакКорд показать Наоми искренней девушкой проваливаются», а «сюжетной линии в целом не хватает драматизма». Также на протяжении всех эпизодов «Сильвер остаётся самой интересной и реалистичной героиней» — эпизод был оценён в 6,6 баллов из 10.
Лорен Эттевей с сайте «StarPulse» отметила, что, раскрывшаяся личность отца Сэмми не удивляет — «Брендон бы никогда не покинул своего ребёнка» — и огорчает одновременно, заставляя поверить зрителей, что Дилан поступил со своей семьёй также, как с ним поступили его родители в детстве. Лорен также написала, что «если бы имя Дилана назвали раньше, она могла бы со спокойной совестью выключить телевизор, а не наблюдать за успевшим надоесть любовным квадратом Энни/Итан/Наоми/Тай».
В обзоре сайта «SideReel» говорилось, что драматизм эпизода был на подходящем уровне после неожиданного «скачка» с историей о Джеки Тейлор на предыдущей неделе; «шоу набирает обороты, но всё ещё недостаточно примечательно». Также было отмечено, что семье Наоми можно было бы посочувствовать, если бы зрителям дали шанс узнать их с другой стороны — кроме того, как и в других обзорах реакция Трейси Кларк показалась странной, а пара Наоми/Итан наконец вызывает интерес, когда их отношения кажутся более искренними.